# Station Jastrzębie Zdrój Moszczenica
Station Jastrzębie Zdrój Moszczenica is een stationsgebouw aan de voormalige lijnen 159 en 170 in de Poolse plaats Jastrzębie-Zdrój.